# Tadeusz Pawłowicz
Tadeusz Pawłowicz (ur. 17 lipca 1918 w Petersburgu, zm. 7 sierpnia 2014) – żołnierz, ekonomista, działacz polonijny i prezes Instytutu Józefa Piłsudskiego w Ameryce w latach 1978–1983.

## Życiorys[1]
Urodził się 17 lipca 1918 w Petersburgu. Ukończył studia ekonomiczne w Warszawie i w St. Andrews University w Szkocji.
Uczestniczył jako ochotnik w kampanii wrześniowej, członek konspiracji, od 1940 żołnierz Polskich Sił Zbrojnych na obczyźnie. Służył m.in. w 14 Pułku Ułanów Jazłowieckich.
Odbył kurs konsularno-dyplomatyczny i pracował dla Rządu Polskiego na uchodźstwie. Od 1948 w USA, gdzie w latach 1950–1961 pracował w Komitecie Wolnej Europy. W latach 1961–1964 sekretarz generalny Komitetu Stanowienia. Prezes Instytutu Piłsudskiego w latach 1978–1983.
Odznaczony Krzyżem Oficerskim Orderu Odrodzenia Polski (1985), Krzyżem Oficerskim Orderu Zasługi RP, Krzyżem Czynu Bojowego Polskich Sił Zbrojnych na Zachodzie oraz medalem „Za udział w wojnie obronnej 1939”